# De Sitter (cráter)

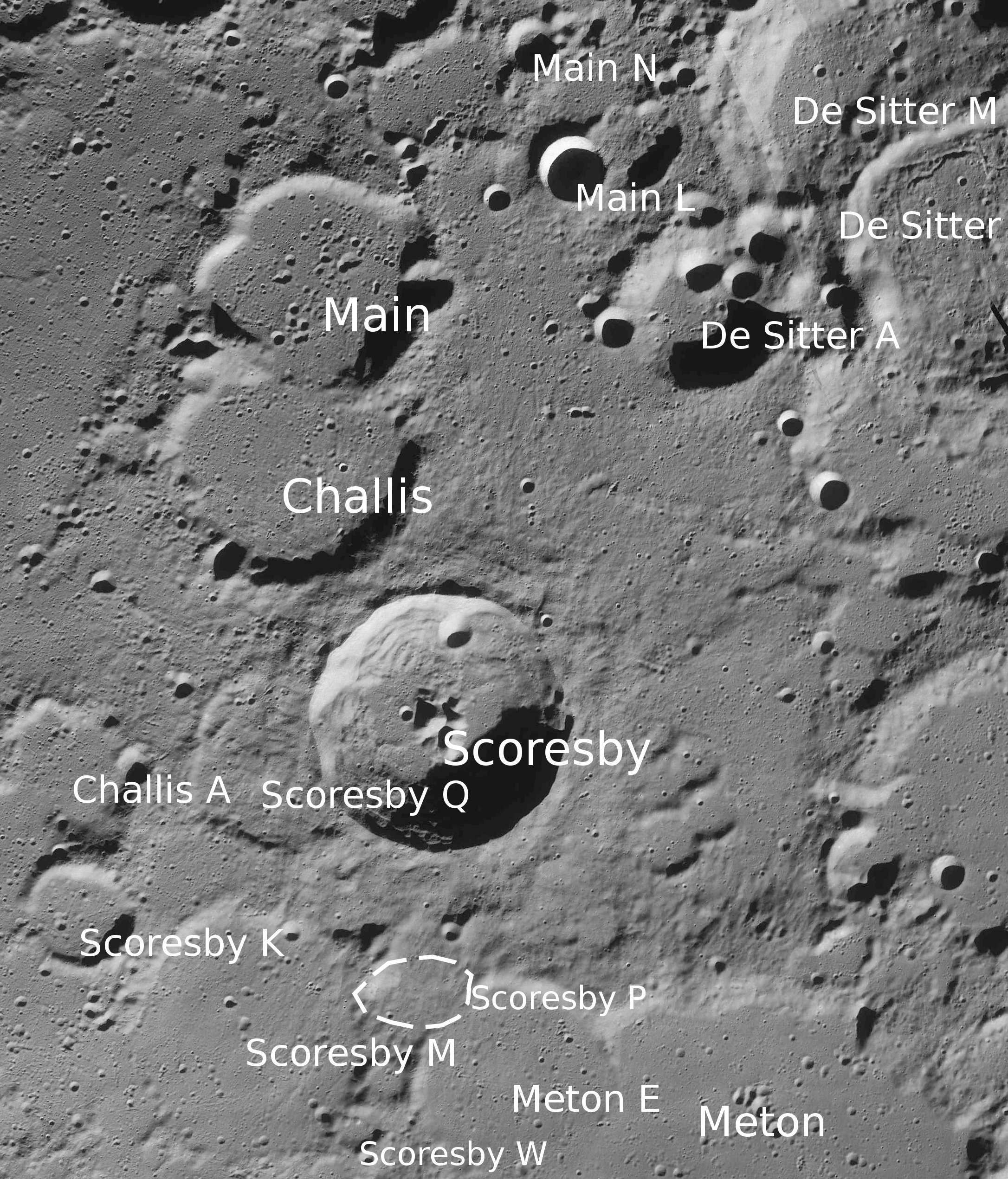
Localización de De Sitter.
Fotografía de la misión Lunar Reconnaissance Orbiter.

De Sitter es un cráter de impacto que se encuentra cerca del extremo norte de la Luna, al norte de la pareja de cráteres que forman Baillaud y Euctemon. Debido a su ubicación, este cráter aparece con un escorzo considerable cuando es observado desde la Tierra, lo que limita el detalle con el que se puede ver, recibiendo además la luz del sol en un ángulo rasante.
Forma parte de un agregado de tres cráteres inusual, con De Sitter que recubre el borde nordeste de De Sitter L y el borde sur de De Sitter M. Los tres cráteres son de dimensiones comparables, siendo un poco más grande De Sitter M. Donde De Sitter se superpone a los otros dos cráteres, su borde exterior aparece desplomado, con un perfil más acusado a lo largo de su lado este-sureste. Situado junto a esta parte del brocal se halla De Sitter G, una pequeña formación de dos cráteres fusionados.
El piso interior de De Sitter es algo irregular y con presencia de montículos, con una cresta central delgada cerca del punto medio. Hay varios cráteres pequeños en todo el piso interior. También se observan grietas cerca de la pared interna, posiblemente de origen volcánico.

## Cráteres satélite

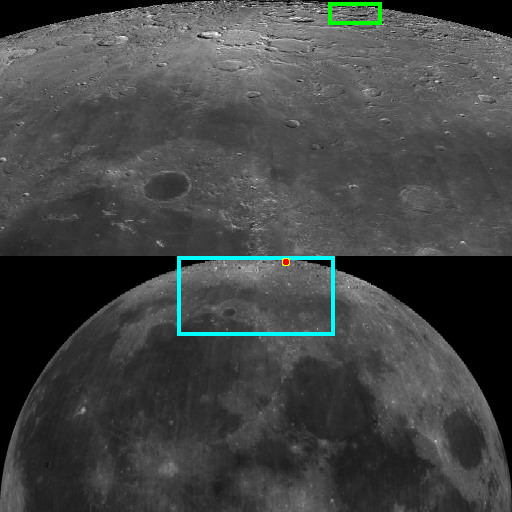
De Sitter sobre el globo lunar.

Por convención estos elementos son identificados en los mapas lunares poniendo la letra en el lado del punto medio del cráter que está más cerca de De Sitter.
|           | \| De Sitter \| Coordenadas \| Diámetro \| \| --------- \| ---------------------------- \| -------- \| \| A \| 80°12′N 26°36′E / 80.2, 26.6 \| 36 km \| \| F \| 80°12′N 51°00′E / 80.2, 51.0 \| 22 km \| \| G \| 78°54′N 42°42′E / 78.9, 42.7 \| 9 km \| \| L \| 78°48′N 34°30′E / 78.8, 34.5 \| 69 km \| \| M \| 81°18′N 38°30′E / 81.3, 38.5 \| 81 km \| \| U \| 77°48′N 46°30′E / 77.8, 46.5 \| 37 km \| \| V \| 79°06′N 56°54′E / 79.1, 56.9 \| 17 km \| \| W \| 79°24′N 54°06′E / 79.4, 54.1 \| 40 km \| \| X \| 80°18′N 55°24′E / 80.3, 55.4 \| 9 km \| |          |
| De Sitter | Coordenadas | Diámetro |
| A         | 80°12′N 26°36′E / 80.2, 26.6 | 36 km    |
| F         | 80°12′N 51°00′E / 80.2, 51.0 | 22 km    |
| G         | 78°54′N 42°42′E / 78.9, 42.7 | 9 km     |
| L         | 78°48′N 34°30′E / 78.8, 34.5 | 69 km    |
| M         | 81°18′N 38°30′E / 81.3, 38.5 | 81 km    |
| U         | 77°48′N 46°30′E / 77.8, 46.5 | 37 km    |
| V         | 79°06′N 56°54′E / 79.1, 56.9 | 17 km    |
| W         | 79°24′N 54°06′E / 79.4, 54.1 | 40 km    |
| X         | 80°18′N 55°24′E / 80.3, 55.4 | 9 km     |